# 원종역
원종역(遠宗驛, Wonjong station)은 경기도 부천시 오정구 원종동에 위치한 수도권 전철 서해선의 전철역이다. 추후 대장-홍대선이 개통되면 환승역이 될 예정이다.

## 연혁
- 2017년 3월 13일 : 착공[1]
- 2023년 7월 1일: 개통[2][3][4][5]

## 승강장
2면 4선의 쌍섬식 승강장이다. 스크린도어가 설치되어  있다. 화물열차 및 KTX 이음 전동차의 대피를 염두에 두고, 부본선이 설치되었다.
| ↑ 김포공항       |
| ４３ \| ２１ \|  |
| 부천종합운동장 ↓ |

| 1·2 | ● 수도권 전철 서해선 | 시흥시청 · 초지 · 원시 방면 |
| 3·4 | ● 수도권 전철 서해선 | 김포공항 · 대곡 · 일산 방면 |

## 역 주변
- 종합병원 부천우리병원
- 실로암안경 원종점
- 더플러스DC마트 원종역점
- 화평교회 원종지부
- 삼대한의원 원종점
- 오정초등학교
- 원종초등학교
- 부천대명초등학교
- 부천원일초등학교
- 덕산중학교
- 원종고등학교
- 한국마사회 부천지사
- 파리크라상 부천원종점
- KB국민은행 원종동지점
- 털보해물탕 원종동 본점
- 부천축산농협 원종 지점
- 서브웨이 원종동지점
- 감성커피 원종점
- 던킨 원종점
- 빽다방 원종점
- 롯데리아 원종사거리점
- 이삭토스트 원종점
- 청년다방 원종점
- 소담촌 원종점

## 사진

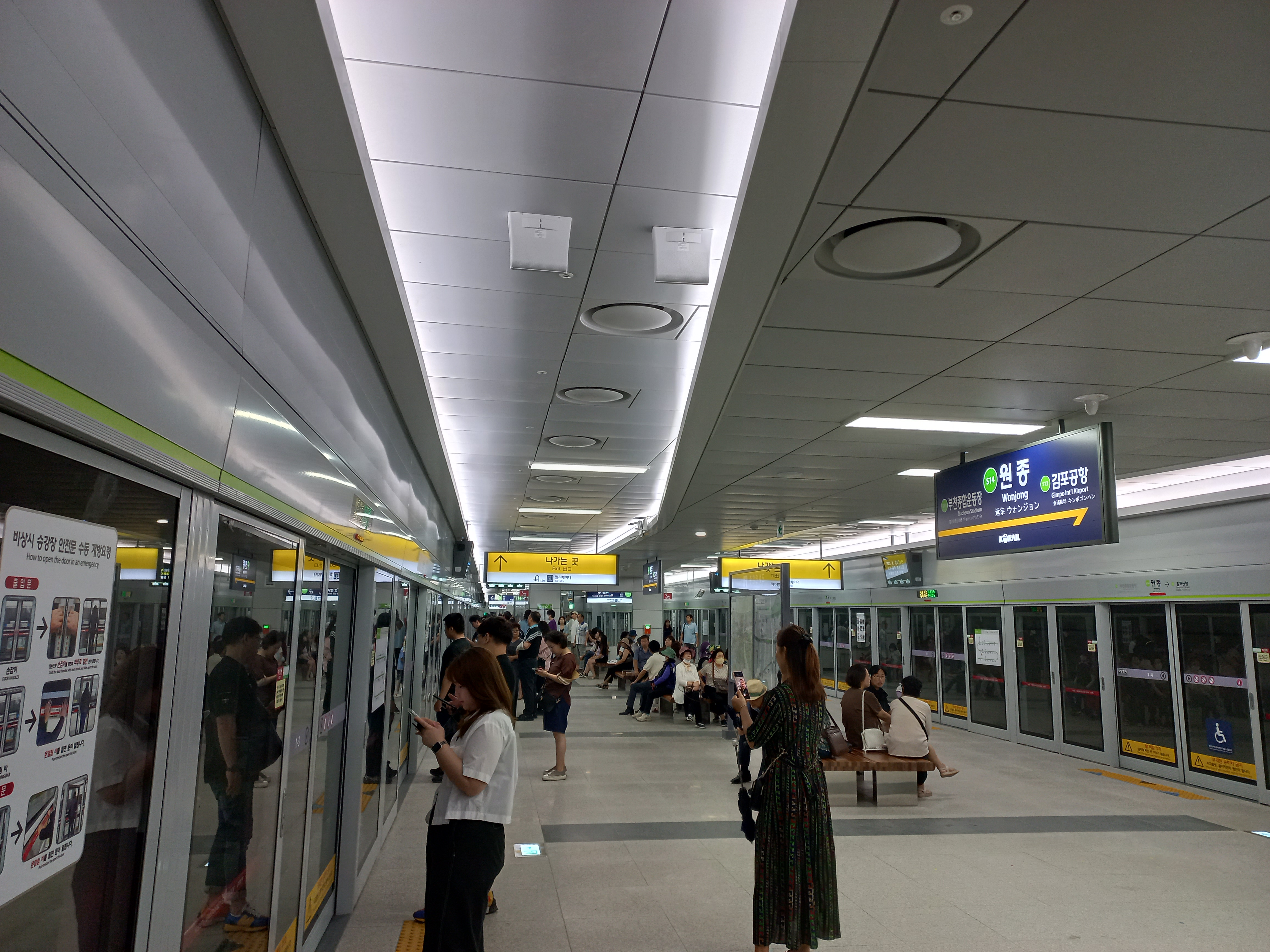
승강장2

## 같이 보기
- 고색역

## 인접한 역
| 수도권 전철 서해선     | 수도권 전철 서해선   | 수도권 전철 서해선           |
| ---------------------- | -------------------- | ---------------------------- |
| S13 김포공항 일산 방면 | ● 수도권 전철 서해선 | S15 부천종합운동장 원시 방면 |

## 이용객 변동
2023년 자료는 개통일인 2023년 12월 16일부터 12월 31일까지 16일간의 집계를 반영한 것이다.
| 노선   | 노선 | 일평균 인원수 (명/일) | 일평균 인원수 (명/일) | 일평균 인원수 (명/일) | 각주  |
| 노선   | 노선 | 2022년                | 2023년                | 2024년                | 각주  |
| ------ | ---- | --------------------- | --------------------- | --------------------- | ----- |
| 서해선 | 승차 | 미개통                | 2,059                 |                       | [ 7 ] |
| 서해선 | 하차 | 미개통                | 2,058                 |                       | [ 7 ] |